# Пасека-Слободка (Кормянский район)
Пасека-Слободка (бел. Пасека-Слабодка) — деревня в Староградском сельсовете Кормянского района Гомельской области Беларуси.
На юге и востоке граничит с лесом.

## География

### Расположение
В 16 км на запад от Кормы, в 41 км от железнодорожной станции Рогачёв (на линии Могилёв — Жлобин), в 100 км от Гомеля.

### Гидрография
На реке Добрица (приток реки Сож).

## Транспортная сеть
Транспортные связи по просёлочной, затем автомобильной дороге Корма — Ямное. Планировка состоит из короткой улицы, ориентированной с юго-востока на северо-запад, к которой с юга присоединяются 2 короткие улицы. Застройка двусторонняя, деревянная, усадебного типа.

## История
Согласно письменным источникам известна с начала XIX века как деревня в Довской волости Рогачёвского уезда Могилёвской губернии. В 1847 году в составе поместья Староград. С 1880-х годов действовал хлебозапасный магазин. В 1909 году 371 десятина земли. В 1929 году организован колхоз «Путь Ленина», работала кузница. Согласно переписи 1959 года в составе совхоза «Староградский» (центр — деревня Староград).

## Население

### Численность
- 2004 год — 20 хозяйств, 37 жителей.

### Динамика
- 1858 год — 19 дворов, 133 жителя.
- 1897 год — 28 дворов, 161 житель (согласно переписи).
- 1909 год — 42 двора, 248 жителей.
- 1959 год — 174 жителя (согласно переписи).
- 2004 год — 20 хозяйств, 37 жителей.